# 埃利斯·魯賓
埃利斯·S·魯賓（Ellis S. Rubin，1925年6月20日—2006年12月12日），美國律師，佛羅里達州邁阿密人，有全國性的知名度，從事法律生涯53年。魯賓贏得了第一宗案件在佛羅里達州發生的「受虐女人」的案件，委託人詹姆斯·約瑟夫·理查德森，他因遭誤判毒殺身邊7名子女，而被監禁了21年。